# 2621-es mellékút (Magyarország)
A 2621-es számú mellékút egy bő 16 kilométeres hosszúságú, négy számjegyű országos mellékút Borsod-Abaúj-Zemplén vármegye északi részén, a Csereháton.

## Nyomvonala
A 2622-es útból ágazik ki, annak 27+550-es kilométerszelvénye táján, Abaújlak és Gagyvendégi határa közelében, de az előbbi település területén. Nyugat felé indul, majd délebbi irányt vesz. 1 kilométer után ágazik ki belőle a Szanticska településrészre vezető alsóbbrendű út, kelet-délkeleti irányban. Második kilométere környékén halad végig Abaújlak központján, majd 3,5 kilométer elérésekor átlép Gadna közigazgatási területére, nem sokkal később pedig már az ottani házak között halad, egyre délebbnek fordulva.
Hatodik kilométerétől már Felsővadász területén jár, itt teljesen dél felé haladva, bár Gadna határvonala még egy egész kilométeren keresztül mellette húzódik. A 7+300-as kilométerszelvénye után éri el Felsővadász első házait és 8. kilométerénél annak központját. A 11+200-as kilométerszelvénye közelében Kupa területére lép át, annak legdélebbi házait elhagyva pedig, egy rövid, mintegy 800 méteres szakaszon átmenetileg Kupa és Tomor határvonalát kíséri.
A 15+500-as kilométerszelvényénél lép ki Kupa területéről, itt körülbelül 600 méter erejéig teljesen Tomor közigazgatási területén, de szintén lakatlan részen halad. Már Monaj területén jár, amikor – a 16+300-as kilométerénél – beletorkollik, majdnem 19 kilométer megtétele után a 2616-os út. A 2622-es útba visszatorkollva ér véget, annak 12+900-as kilométerszelvénye környékén, Monaj déli külterületei között.
Teljes hossza az országos közutak térképes nyilvántartását szolgáló kira.gov.hu adatbázisa szerint 16,422 kilométer.

## Települések az út mentén
- Abaújlak
- Felsővadász
- Kupa
- (Tomor)
- Monaj

## Története
1934-ben a kereskedelem- és közlekedésügyi miniszter 70 846/1934. számú rendelete egy rövid szakaszát (a tomori elágazása és monaji végpontja között) harmadrendű főúttá nyilvánította, több más mai mellékúti útszakasszal együtt, 233-as útszámozással. (A 233-as főút Edelénytől, Lak, Monaj, Abaújszolnok és Bakta érintésével Encs térségéig vezetett.) Folytatása is létezett már akkor, de csak mellékútként.